# Almanzora
Der Río Almanzora ist ein  etwa 105 km langer Küstenfluss in der Provinz Almería in der Autonomen Region Andalusien im Südosten Spaniens. Während der Römerzeit wurde der Fluss Surbo genannt.

## Verlauf
Der Río Almanzora entspringt an Nordseite der Gebirgskette Sierra de los Filabres auf ungefähr 1900 m ü. d. M. Danach fließt er zunächst bis Alcóntar in Richtung Norden, ändert aber bald seinen Verlauf in südöstliche Richtungen, die er bis zu seiner Mündung ins Mittelmeer bei Palomares beibehält.